# Balkanluchs
Der Balkanluchs (Lynx lynx balcanicus) ist eine Unterart des Eurasischen Luchses (Lynx lynx). Er kommt in abgelegenen Gebirgsregionen im Norden und Osten Albaniens, im Nordwesten von Nordmazedonien und in den angrenzenden Gebieten von Kosovo und Montenegro vor. In Nordmazedonien ist der Luchs, die größte Katze des Balkans, das Nationaltier, das auch auf der 5-Denar-Münze abgebildet ist. Über das scheue und sehr seltene Tier ist nur wenig bekannt.:7

## Merkmale
Der Balkanluchs unterscheidet sich nicht wesentlich von anderen Unterarten des Europäischen Luchses. Nach Mirić unterscheidet er sich vor allem durch eine geringere Größe und einen höheren Anteil von Tieren ohne schwarze Tupfen im Fell von den anderen Unterarten.
Die Tiere werden 18 bis 25 Kilogramm schwer, 80 bis 130 Zentimeter lang und 60 bis 75 Zentimeter hoch. Das schwerste gefangene Männchen wog 27 Kilogramm.

## Lebensweise
Über die Lebensweise des Balkanluchs ist nicht viel bekannt. Sie unterscheidet sich wahrscheinlich nicht grundlegend von der des Europäischen Luchses (Lynx lynx lynx) in West- und Nordeuropa oder des Karpatenluchses (L. l. carpathica), der in den Karpaten in Rumänien, der Slowakei, Polen und Tschechien getrennt vom Verbreitungsgebiet des Balkanluchses durch die Donau lebt.:7
Die Paarungszeit liegt vermutlich – früher als bei anderen Unterarten des Luchses – in den Monaten Januar bis Februar.:8
Der Balkanluchs ist nach dem Braunbär und dem Wolf das drittgrößte Raubtier der Region. Seine Nahrung besteht vor allem aus Rehen sowie selten auch aus Gämsen und Hasen, bei Nahrungsknappheit auch aus Nagetieren und Vögeln.
Männchen wie Weibchen haben große Reviere von über 100 Quadratkilometern. Sie wandern bis 45 Kilometer pro Nacht.

## Verbreitung
Der Balkanluchs bevorzugt abgelegene, bewaldete Gebirgsregionen des Westbalkans.
Der 731 Quadratkilometer große und 1949 gegründete Mavrovo-Nationalpark in Nordwestmazedonien ist Heimat der größten Population. Auch in anderen Regionen Nordmazedoniens wurden Luchse nachgewiesen, so im südlich vom Nationalpark liegenden Gebirge Karaorman, im Galičica-Nationalpark, im Pelister-Nationalpark gegen Griechenland und gelegentlich im Jasen-Naturreservat bei Skopje.
Die Population in Albanien wird auf zehn Tiere geschätzt. Eine sich fortpflanzende Gruppe von vier bis fünf Luchsen lebt in den Munella-Bergen (nördliche Mirdita). Weiter wurden Luchse in Ostalbanien gesichtet im Nationalpark Shebenik-Jablanica und im Naturschutzgebiet Stravaj weiter südlich, wo 2020 ebenfalls ein Jungtier nachgewiesen werden konnte. Auch im Prokletije wurden Luchse gesichtet, insbesondere im Regionalen Naturpark Nikaj-Mërtur. Im Korabgebirge am Berg Dešat wandern Luchse aus Nordmazedonien gelegentlich auch über die Grenze nach Albanien.
Im Kosovo wird der Balkanluchs ebenfalls im Prokletije seit 2015 regelmäßig nachgewiesen. 2020 wurde erstmals ein Luchs in der Šar Planina gesichtet.
In Montenegro wurde noch nicht viel Forschungsarbeit betrieben. Wissenschaftler bezeichnen ein regelmäßiges Vorkommen als wenig wahrscheinlich, während andere Quellen von gelegentlichen Luchssichtungen berichten. Seltene Nachweise von Luchsen gibt es auch in Griechenland.
Eine Fortpflanzung wurde bis jetzt nur nachgewiesen im Mavrovo-Nationalpark, in den Munella-Bergen und jüngstens in den Polis-Bergen (Region Stravaj).
Bis zu Beginn des 19. Jahrhunderts waren Luchse auf der ganzen Balkanhalbinsel verbreitet. Die Ausrottung begann – später als in Westeuropa – erst im 18. Jahrhundert, in anderen Gebieten, wo er noch heute verbreitet ist, sogar erst zu Beginn des 20. Jahrhunderts. Es wird angenommen, dass es am Ende der 1930er Jahre nur noch maximal 20 Individuen gab. Mitte der 1970er Jahre soll sich der Bestand auf 280 bis 400 Individuen erholt haben. Aber schon in den 1980er Jahren setzte ein rascher Rückgang ein. Gebiete im Norden des Balkans (Serbien, Bosnien und Herzegowina) wurden von Luchsen anderer Unterarten wiederbesiedelt.

## Taxonomie und Systematik
Der Balkanluchs wurde im Jahr 1941 durch den bulgarischen Zoologen Iwan Buresch erstmals wissenschaftlich beschrieben. Terra typica ist das Gebirge Šar Planina an der Grenze vom Kosovo zu Nordmazedonien. Unter der Bezeichnung Lynx lynx martinoi wurde eine Synonymbeschreibung der Unterart veröffentlicht. Der Balkanluchs wird auch in einer im Jahr 2017 veröffentlichten Revision der Katzensystematik durch die Cat Specialist Group der IUCN als eine von sechs validen Unterarten des  Eurasischen Luchs gelistet. Die Autoren bemerken jedoch, dass der Balkanluchs möglicherweise mit dem Kaukasusluchs (L. l. dinniki), der im Jahr 1915 durch den russischen Zoologen Konstantin Alexejewitsch Satunin beschrieben wurde, identisch ist. In diesem Fall wäre aufgrund der Prioritätsregel in der biologischen Nomenklatur die wissenschaftliche Bezeichnung Lynx lynx dinniki gültig.

## Gefährdung und Schutz

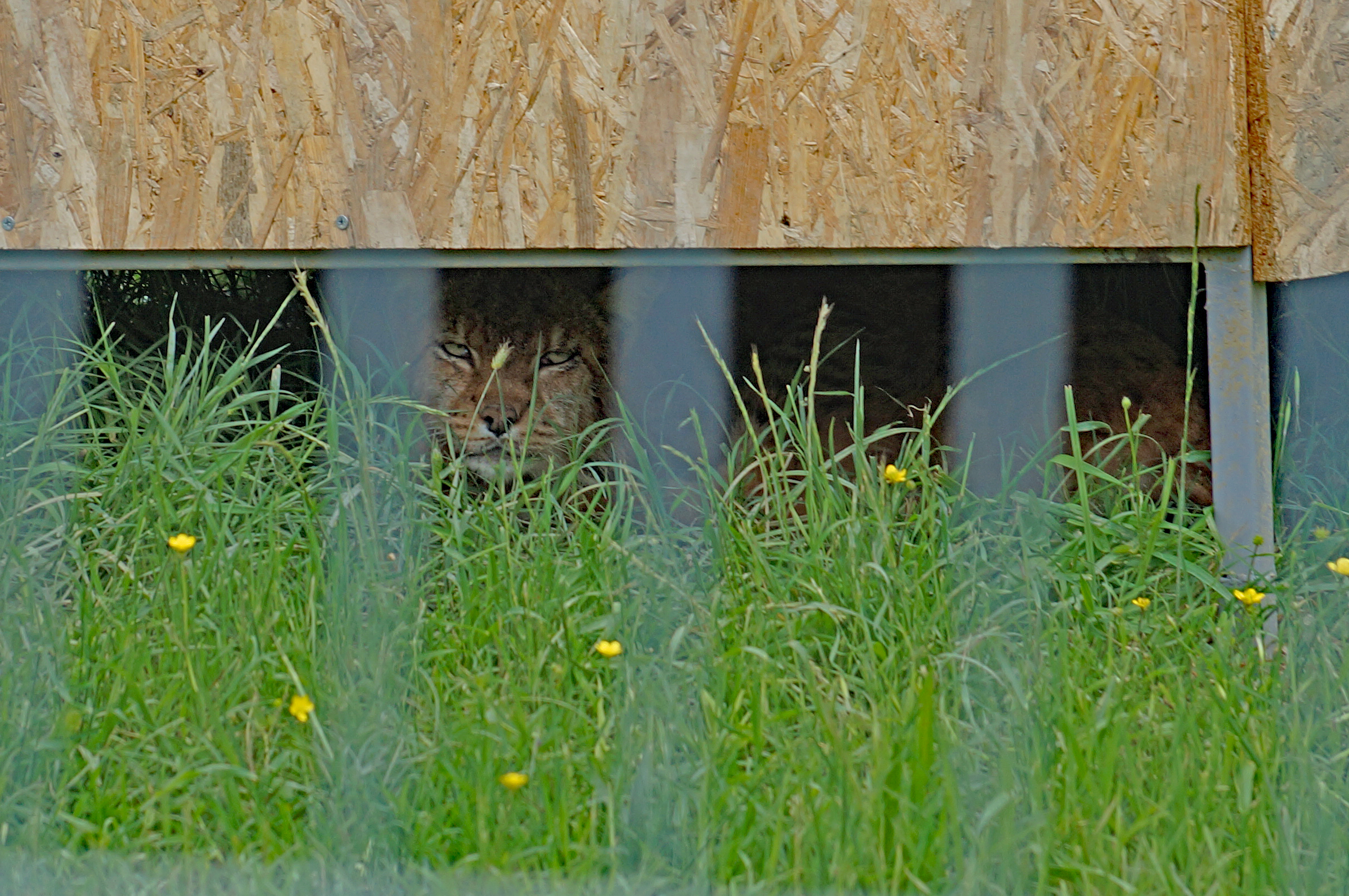
Kurz nach der Überführung in den Zoo von Tirana erhielt ein Luchs, der jahrelang in einem Käfig als Attraktion eines Restaurants gehalten wurde, ein naturnahes Gehege, das ihm auch Möglichkeiten zum Rückzug bietet.

Seit bald einem Jahrhundert ist der Balkanluchs beinahe ausgestorben. Es gibt nur noch wenige Dutzend Tiere, die meisten davon vermutlich im Mavrovo-Nationalpark in Nordmazedonien. Man geht heute von 20 bis 40 Individuen aus. Vermutlich nur an drei Orten, im Mavrovo-Nationalpark sowie in Albanien in den Munella-Bergen und in den Bergen im Südosten, pflanzen sich die Balkanluchse überhaupt noch fort.
Die stark gefährdete Unterart ist seit 2007 in Albanien in der Rote Liste gefährdeter Arten eingetragen. Im ehemaligen Jugoslawien wurde die Unterart 1973, in Albanien 1994 unter Schutz gestellt.  2017 wurde der Balkanluchs auf Antrag Albaniens auch durch die Berner Konvention geschützt. Von der IUCN wird die Unterart als vom Aussterben bedroht eingestuft.
2006 begann eine ernsthafte Erforschung des Balkanluchs für einen besseren Schutz der Unterart und ihres Lebensraums durch mehrere Organisationen, die heute im Balkan Lynx Recovery Programme zusammengeschlossen sind. Beteiligt sind mehrere Naturschutzorganisation aus Nordmazedonien (Macedonian Ecological Society), Albanien (Protection and Preservation of Natural Environment in Albania), der Schweiz (KORA) und Deutschland (Euronatur) sowie später hinzugestoßene Organisationen aus dem Kosovo und Montenegro. Ursprünglich war auch eine Organisation aus Norwegen involviert. Sie arbeiten an der Erforschung des Balkanluchs und setzen sich für den Schutz der Unterart und ihres Lebensraums ein. Seither wurden mehrere Sichtungen in Nordmazedonien, Albanien und Kosovo registriert. Im Mavrovo-Nationalpark wurden mehrere Tiere mit Sendern markiert, um mehr über ihr Verhalten und ihren Lebensraum zu lernen.
Gefährdung für den Balkanluchs geht vor allem durch den Menschen aus, der ihn wildert, seine Beutetiere jagt sowie den Lebensraum abholzt. Der Lebensraum wird auch durch Bergwerksaktivitäten, Steinbrüche und neue Wasserkraftwerke eingeschränkt. Weiter tragen der Straßenverkehr und das Fehlen von Wildtiermanagement sowie früher kriegerische Auseinandersetzungen zur Gefährdung der Unterart bei. Zudem droht die Einschleppung von genetischem Material von anderen Luchsarten. Die Schaffung neuer Nationalparks sowie die temporären Jagd- und Holzschlag-Verbote in Albanien sind Erfolge der Naturschützer zur Rettung des Lebensraums des Luchses. Weitere Bedeutung kommt der Aufklärung der lokalen Bevölkerung zu, die in den letzten Jahren ausführlich geschult wurde.